# Zaleya
Zaleya és un gènere de plantes suculentes dins la família de les aïzoàcies.

## Taxonomia
Zaleya va ser descrita per Nicolaas Laurens Burman, i publicat a Fl. Indica: 110 (1768). L'espècie tipus és: Zaleya decandra (L.) Burm.f. (Trianthema decandra L.)
- Zaleya camillei (Cordem.) H.E.K.Hartmann
- Zaleya decandra (L.) Burm.f.
- Zaleya galericulata (Melville) H.Eichler
- Zaleya govindia (Buch.-Ham. ex G.Don) N.C.Nair
- Zaleya pentandra (L.) C.Jeffrey
- Zaleya redimita (Melville) Bhandari
- Zaleya sennii (Chiov.) C.Jeffrey